# Alden Ehrenreich
Alden Caleb Ehrenreich (Los Angeles, 22 de novembro de 1989) é um ator americano. Ele fez sua estréia no cinema em filmes independentes, de Francis Ford Coppola, Tetro (2009), e apareceu posteriormente no filme Twixt (2011). Em 2013, ele apareceu no filme de Woody Allen Blue Jasmine, Stoker de Park Chan-wook e estrelou em 2013 na fantasia Dezesseis Luas (Beautiful Creatures) junto com a atriz Alice Englert. Em 2016, ele estrelou como Hobie Doyle na comédia Hail, Caesar!.
Ele fez uma breve participação no segundo episódio da primeira temporada do seriado de televisão Sobrenatural.
Em 2016 foi escolhido para viver Han Solo em um spin-off da franquia Star Wars.